# Wilkowice (gmina)
Wilkowice est une gmina rurale du powiat de Bielsko-Biała, Silésie, dans le sud de la Pologne. Son siège est le village de Wilkowice, qui se situe environ 8 km au sud de Bielsko-Biała et 55 km au sud de la capitale régionale Katowice.
La gmina couvre une superficie de 33,9 km2 pour une population de 12 329 habitants.

## Géographie
La gmina inclut les villages de Bystra et Meszna.
La gmina borde les villes de Bielsko-Biała et Szczyrk, et les gminy de Buczkowice, Czernichów, Kozy et Łodygowice.